# Johann Adam Oestreich
Johann Adam Oestreich (* 15. Februar 1776 in Oberbimbach; † 16. Mai 1865 in Bachrain) war ein deutscher Orgelbauer.

## Familie
Er war der zweite Sohn des Orgelbauers Johann-Markus Oestreich (* 1738 in Oberbimbach; † 1833 ebenda), dem wohl bedeutendsten unter den fünf Generationen von Orgelbauern der Familie Oestreich, aus dessen zweiter Ehe mit Agnes Schmitt (* 1746 in Oberbimbach) und ein Enkel des Jost (Jodocus) Oestreich (1715–1790), der spätestens ab 1745 als der erste Orgelbauer der Familie in Erscheinung trat.
Er heiratete am 27. Mai 1806 Maria Barbara Schäfer (1777–1850), mit der er die Kinder Constantin (* 1808), Adelheid (* 1809), Maria Barbara (* 1812), Maria Juliane (* 1814), Joseph (* 1817), Theresia (* 1821) und Julius Isidor (* 1827) hatte.

## Wirken

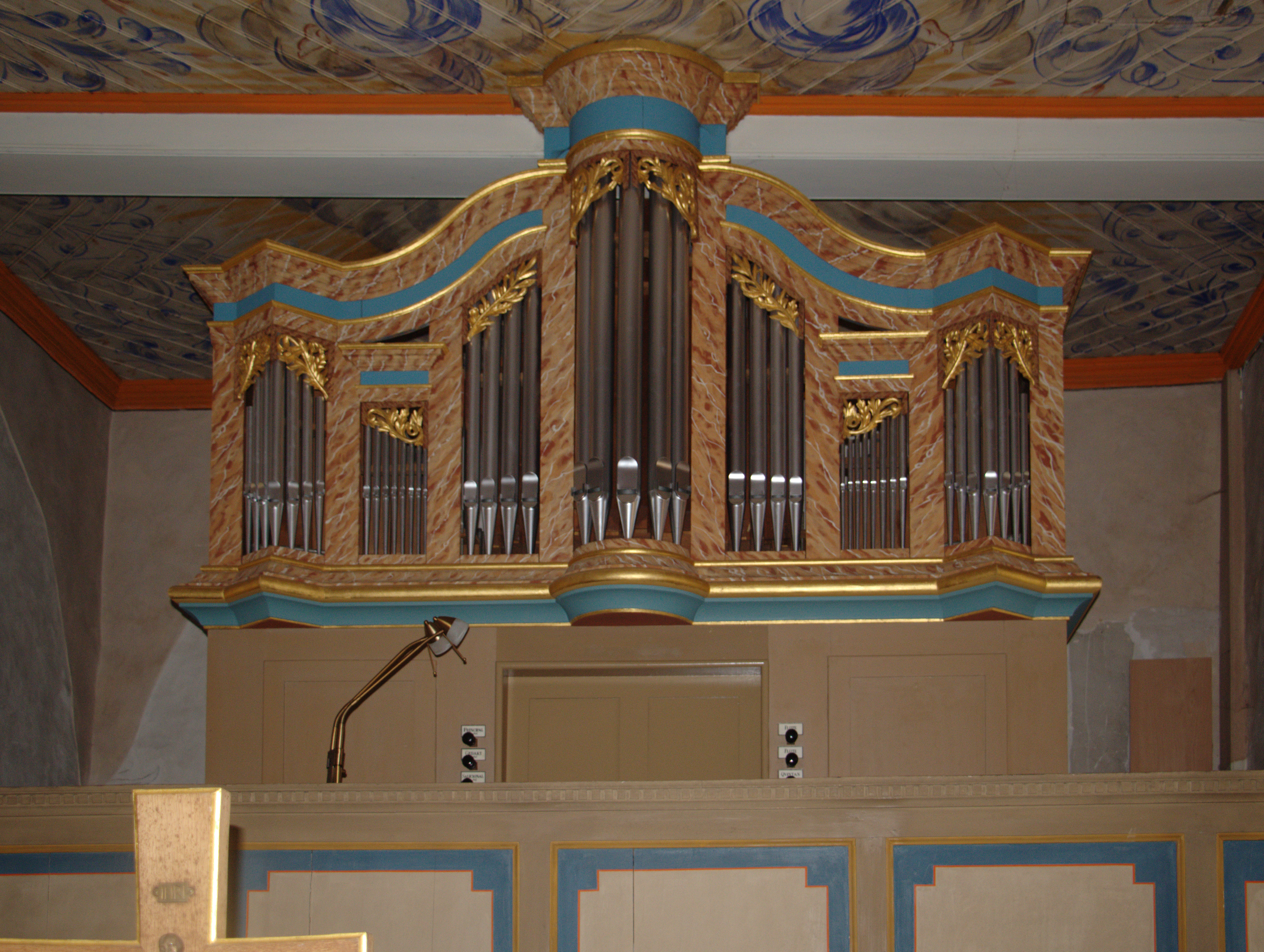
Die Oestreich-Orgel in Pfordt

Während sein älterer Bruder Johann Georg Oestreich (1770–1858) in Oberbimbach blieb und den Oberbimbacher Zweig der Familie begründete, zog Johann Adam in das nahe Bachrain, heute Ortsteil von Künzell, und begründete den Bachrainer Zweig.
Er wirkte vor allem im Großraum Fulda, wo er Stimmverträge für eine Anzahl von Orgeln hatte und auch zahlreiche Orgeln reparierte. Von ihm gebaute Orgeln waren im zeitgenössisch modernen Stil des Klassizismus und der Frühromantik gehalten. Von 1825 bis 1827 war er Organist und Orgelbauer im Kloster Corvey, und in dieser Zeit baute er die Orgel in Corvey um und reparierte auch Orgeln im Raum Minden. Nach dem Tod seines Vaters im Jahre 1833 betreute er die Fuldaer Domorgeln.
Von ihm (weitgehend) erhaltene Orgeln befinden sich in der kath. Kapuzinerkirche in Brakel (vor 1803), in der ev. Pfarrkirche von Wehrda (1807), in der ev. Dorfkirche von Helmers (1811), in der ev. Pfarrkirche St. Michael in Sondheim vor der Rhön (1819), und in der ev. Dorfkirche in Pfordt (1849).